# Groszówka

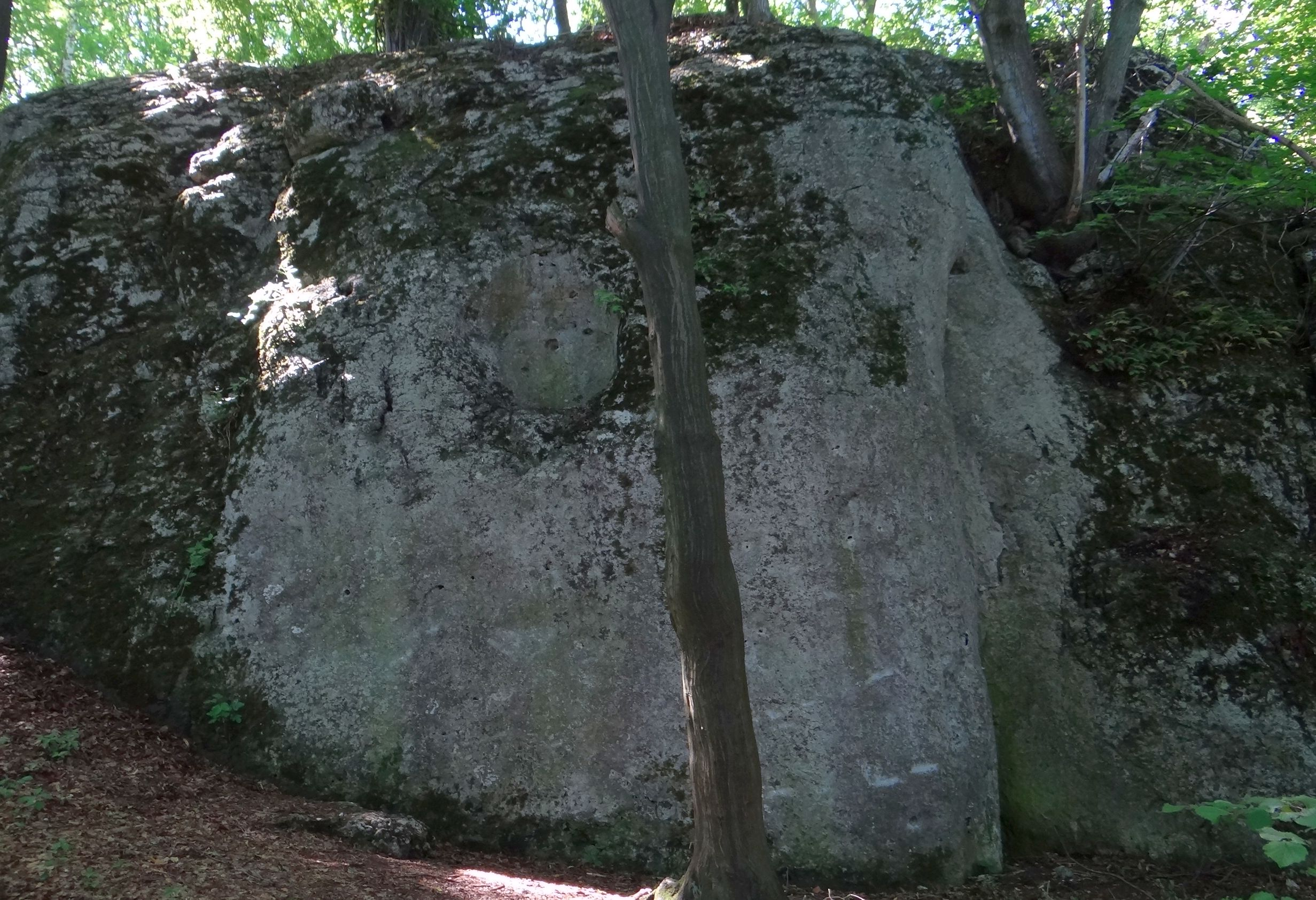

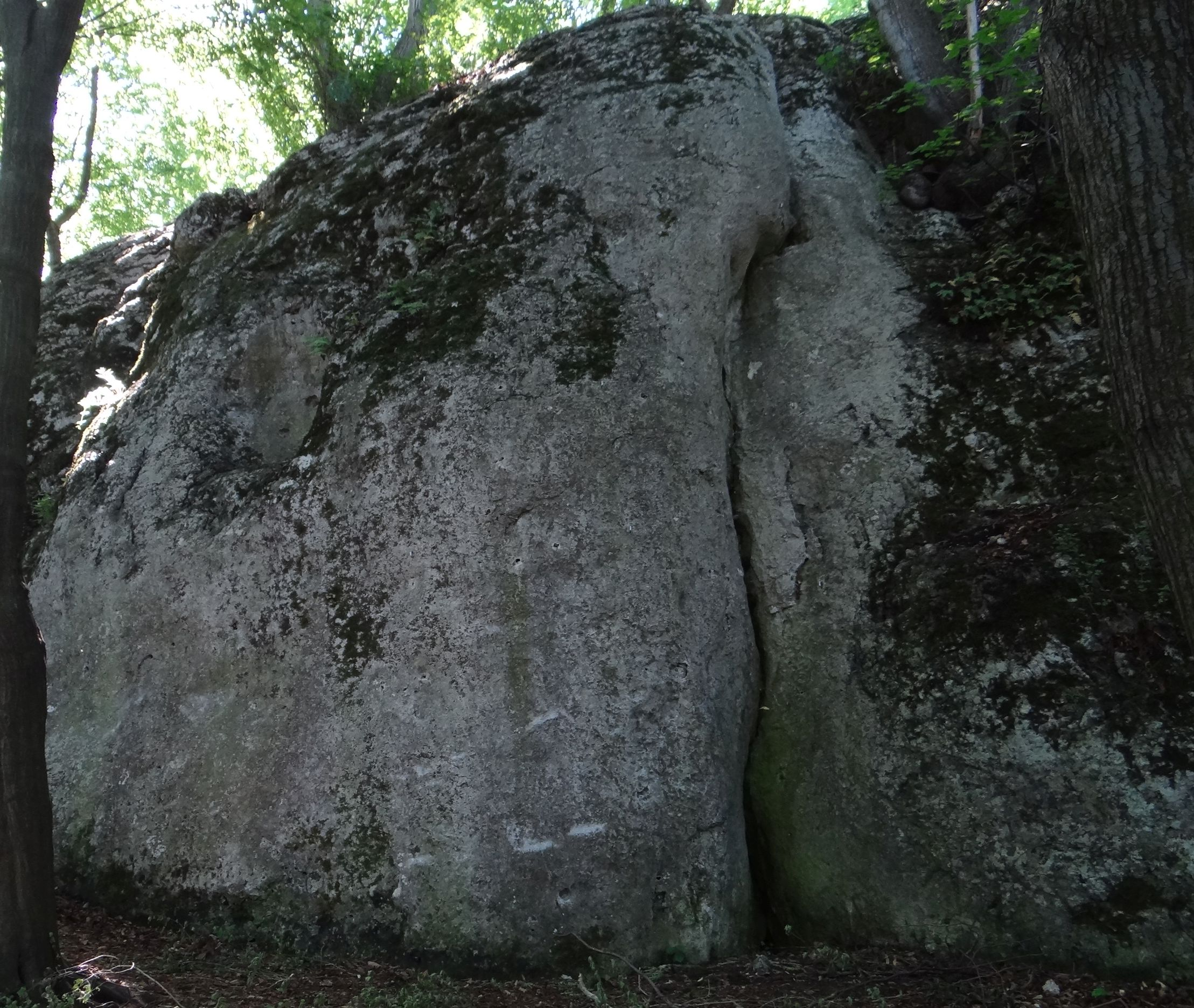

Groszówka – skała w miejscowości Nielepice, w województwie małopolskim, w powiecie krakowskim, w gminie Zabierzów. Znajduje się na wzgórzu Dymniok na Garbie Tenczyńskim (część Wyżyny Krakowsko-Częstochowskiej) w obrębie Tenczyńskiego Parku Krajobrazowego.
Groszówka wraz z położoną obok niej Złotówką znajduje się w niewielkim lesie na zachód od Skały z Krzyżem. Zbudowana jest z wapieni skalistych. Ma wysokość do 10 m, ściany połogie lub pionowe. Na jej północno-wschodniej ścianie jest 6 dróg wspinaczkowych o trudności od III do VI.3 w skali polskiej. Wszystkie drogi (poza najłatwiejszą trójkową) mają zamontowane stałe punkty asekuracyjne: ringi (r) i ringi zjazdowe (rz).

## Drogi wspinaczkowe
1. Poorly mainly/chipped; III
2. 12 groszy; VI-, 2r +rz
3. Bezpłatna toaleta; VI, 2r +rz
4. La tryna; VI.3, 3r +rz
5. Uzurpator; VI.2+, 3r +rz
6. Pierwsze zwycięstwo; V, 3r +rz[4].